# Cani randagi (singolo)
Cani randagi è un singolo del rapper italiano Il Tre, pubblicato l'11 aprile 2025.

## Descrizione
Il brano, scritto dallo stesso rapper, è prodotto da Gianmarco Grande, in arte GNRD.

## Video musicale
Il video musicale è stato pubblicato in concomitanza all'uscita del brano attraverso il canale YouTube del rapper.

## Tracce
Testi di Guido Luigi Senia, musiche di Guido Luigi Senia, Gianmarco Grande e Tommaso Santoni.
1. Cani randagi – 2:54

## Formazione
- Il Tre – voce
- Gianmarco "GNRD" Grande – programmazione, produzione
- Andamento Studio Analogico – registrazione